# Aytonia
Aytonia es un género de musgos hepáticas de la familia Aytoniaceae. Comprende 8 especies descritas y de estas, solo 4 aceptadas.

## Taxonomía
El género fue descrito por J.R.Forst. & G.Forst.  y publicado en Characteres Generum Plantarum 74. 1775.  La especie tipo es: Aytonia rupestris G. Forst. 

## Especies aceptadas
- Aytonia cordata (Lehm. & Lindenb.) A. Evans
- Aytonia italica (Sassi) Lindenb.
- Aytonia lanigera Spruce
- Aytonia subplana Spruce